# Mortification
A Mortification ausztrál death-metal/grindcore/thrash-metal együttes. Főleg a keresztény közönséget célozzák meg.
1987-ben alakultak meg a Melbourne-ben található Moorabbin-ban, Lightforce néven. Ez a zenekar power metalt játszott, Steve Rowe basszusgitáros-énekes itt kezdte karrierjét. A Lightforce feloszlása után Rowe megalapította a Mortification együttest.

## Tagok
- Steve Rowe – ének, basszusgitár (1990–)
- Lincoln Bowen – gitár, ritmusgitár, vokál (1996–2001, 2011–)
- Andrew Esnouf – dob (2011–)

Korábbi tagok
- Cameron Hall – ritmusgitár (1990)
- Jayson Sherlock – dob, vokál (1990–1993)
- Michael Carlisle – gitár, vokál (1991–1994)
- Phil Curlis–Gibson – dob (1993-1994)
- George Ochoa – ritmusgitár, billentyűk (1994–1996)
- Keith Bannister – dob, vokál (1996–1999)
- Adam Zaffarese – dob (2000–2003, 2008–2011)
- Jeff Lewis – ritmusgitár (2002)
- Michael Jelinic – gitár (2002–2011)
- Mike Forsberg – dob (2003–2005)
- Damien Percy – dob (2005–2008) (2018-ban elhunyt)[2]
- Dave Kilgallon – dob (2008)
- Troy Dixon – gitár (2011)
- Jason Campbell – ritmusgitár, ének (1995)
- Dave Kellogg – gitár (1995)
- Josh Rivero – gitár (1995)
- Bill Rice – dob (1995)

## Diszkográfia
- Mortification (1991)
- Scrolls of the Megilloth (1992)
- Post Momentary Affliction (1993)
- Blood World (1994)
- Primitive Rhythm Machine (1995)
- EnVision EvAngelene (1996)
- Triumph of Mercy (1998)
- Hammer of God (1999)
- The Silver Cord is Severed (2001)
- Relentless (2002)
- Brain Cleaner (2004)
- Erasing the Goblin (2006)
- The Evil Addiction Destroying Machine (2009)
- Realm of the Skeletaur (2015)

## Lightforce néven
A Mortification elődjének diszkográfiája:
- Blue Demo (1986)
- Yellow Demo (1986)
- Battlezone (album, 1987)
- Mystical Thieves (album, 1988)
- Break the Curse (demó, 1990)
- Metal Missionaries (videó, 1991, posztumusz kiadás)
- The Best of Lightforce - Mortification's Beginning (válogatáslemez, 1994, posztumusz kiadás)
- 1986 to 1989 (válogatáslemez, posztumusz kiadás, 2003)